# Alfred Machol
Alfred Machol (* 24. Januar 1875 in Edesheim, Rheinpfalz; † 18. Januar 1937 in Naumburg) war ein deutscher Chirurg. Er war Initiator und Mitgestalter des Neubaus der Chirurgischen Klinik des Städtischen Krankenhauses in Erfurt.

## Leben und Wirken
Machol wurde als Sohn eines jüdischen Weinhändlers geboren. Er studierte Medizin in Freiburg, München, Berlin und Straßburg. Hier legte er 1898 das Staatsexamen ab und wurde 1900 promoviert. Von 1901 bis 1907 arbeitete Machol als Assistenzarzt bei Professor Mikulicz-Radecki in Breslau, wo er seine chirurgische Ausbildung absolvierte und 1904/05 Gelegenheit zu einer ausgedehnten Studienreise durch chirurgische Kliniken in den deutschsprachigen Ländern erhielt. Ab 1907 war er an der Chirurgischen Universitätsklinik in Bonn bei Garrè, wo er sich habilitierte, Privatdozent für Chirurgie und Orthopädie und 1911 a.o. Professor wurde.

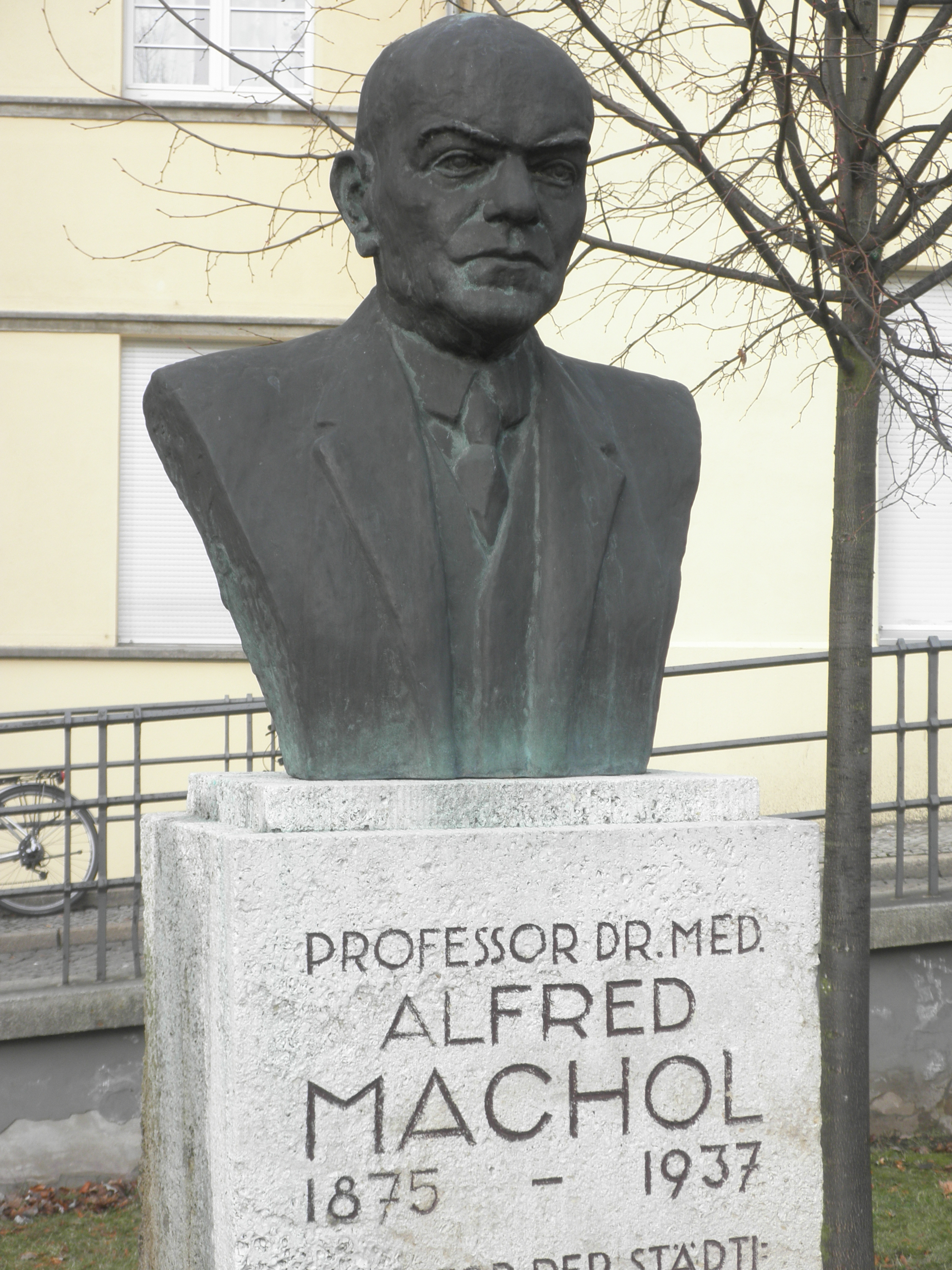
Büste Alfred Machol von Hans Walther vor der Chirurgischen Klinik Erfurt

Ab 1914 war Machol Ärztlicher Direktor des Städtischen Krankenhauses in Erfurt und Leiter von dessen Chirurgischer Abteilung. Bereits 1921 legte Machol dem Magistrat eine ausführliche Denkschrift zur Notwendigkeit von Neubauten des Krankenhauses, einen Generalbebauungsplan, vor. Es wurde entschieden, zunächst eine Chirurgische Klinik zu bauen. Diese wurde vom Oberbaurat Johannes Klass unter maßgeblicher Beteiligung von Machol entworfen und ab 1926 erbaut. Vorher hatten beide Gelegenheit, alle Neubauten von Chirurgischen Kliniken in Mitteleuropa zu besuchen. Die neue Klinik konnte 1928 eingeweiht werden, mit einem modernen Operationstrakt, 235 Betten und Wohnraum für 92 Ärzte und Schwestern. Über den Eingang zum Operationstrakt ließ Machol seinen Leitspruch setzen: „Aegroti salus suprema lex“. Die Einweihungsrede hielt Ferdinand Sauerbruch aus Berlin. Im April 1933 reichte Machol sein Pensionierungsgesuch aus gesundheitlichen Gründen ein, stand jedoch auch wegen seiner jüdischen Abstammung unter entwürdigendem Druck des NS-Systems. Bereits seit 1914 litt er unter Schäden an den Fingern, die er sich bei Experimenten mit Röntgenstrahlen zugezogen hatte. Später wurden mehrere Finger amputiert. Wegen Durchblutungsstörungen der Beine musste Machol von seiner nur 300 m entfernten Wohnung in die Klinik gefahren werden. Im September 1933 führte er seine letzte Operation aus. Dann ging er nach Naumburg, wo er 1937 an einem Bronchialkrebs verstarb. Nachfolger an der Chirurgischen Klinik wurde ab Oktober 1933 Professor Johannes Rahm aus Breslau, ab April 1934 Professor Egbert Schwarz aus Rostock.
Machol blieb unverheiratet und sah nach Schilderung von Zeitzeugen nur seinen Beruf: „Mein Kind ist die Klinik.“ Er trat zum evangelischen Glauben über. Im Ersten Weltkrieg war er Oberstabsarzt der Reserve und erhielt das Eiserne Kreuz 2. Klasse. Er wurde früh Mitglied der Deutschnationalen Volkspartei.
1953 wurde neben dem Eingang zur Chirurgischen Klinik eine von dem Erfurter Bildhauer Hans Walther gestaltete Bronze-Büste von Alfred Machol enthüllt.